# Paco Tecla y Lafayette
Paco Tecla y Lafayette es una serie de cómics creada por Ramón María Casanyes en 1986.

## Trayectoria editorial
Fue publicada por primera vez en el número 275 de la revista Mortadelo (segunda época) de editorial Bruguera. Con el cierre de la editorial y la revista pocas semanas después, los autores que trabajaban para Bruguera fueron a parar a nuevas revistas de otras editoriales; Paco Tecla y Lafayette fue la serie elegida para capitanear la revista Garibolo de la Compañía General de Ediciones. En esta revista, además de la creación de Casanyes, también encontrábamos otros autores de la Escuela Bruguera como Vázquez o Esegé. Con el cierre de la CGE y Garibolo, Paco Tecla y Lafayette pasaron a la revista Guai! de Tebeos SA.
En Alemania se publicaron con el nombre de Die Chaos Kids los dos primeros álbumes que habían aparecido en Garibolo.  Estas fueron:
- Trapicheo en Cairo: Publicada incompleta en la revista Mortadelo.
- El caso de los juguetes diabólicos: Publicada en Garibolo y posteriormente en álbum.
- Bebitos como bidones: Publicada en Garibolo y posteriormente en álbum.
- Odisea en el Cairo: Esta historieta no es más que trapicheo en el Cairo con diferente nombre y varias viñetas cambiadas. Se publicó parcialmente en Garibolo, publicándose completa finalmente en la revista Guai!
- El maletín negro: Publicada en Guai!
- El spray contaminador: Publicada en Guai!

## Sinopsis
Paco Tecla y en Lafayette son dos periodistas que trabajan en el periódico Moquillo Express, si bien en realidad el Moquillo no es más que la tapadera de La División, una organización secreta (al más puro estilo T.I.A. de Mortadelo y Filemón) donde nuestros protagonistas trabajan como agentes secretos.
A ellos les acompañará Trosky, un genio que vive en una lámpara y que, según el álbum El caso de los juguetes diabólicos, sirve a Paco Tecla y a Lafayette desde que éstos le salvaron la vida.